# Kersleti
Kersleti (Duits: Kärslet, Zweeds: Kärrslätt, Kählet in het Estland-Zweeds) is een plaats in de Estlandse gemeente Vormsi, provincie Läänemaa. De plaats heeft de status van dorp (Estisch: küla).
Slätt is een Zweeds woord voor ‘vlakte’, maar waar het eerste deel van de naam vandaan komt, is onduidelijk. Het zou kyrka (‘kerk’) kunnen zijn, maar ook körvel (‘kervel’). Dat de naam van het dorp een Zweedse oorsprong heeft, komt doordat tot in 1944 voornamelijk Estlandzweden op het eiland Vormsi woonden. In dat jaar vluchtte vrijwel de hele bevolking voor het oprukkende Rode Leger over de Oostzee naar Zweden.

## Bevolking
De ontwikkeling van het aantal inwoners blijkt uit het volgende staatje:
| Jaar            | 2011 | 2017 | 2019 | 2021 |
| --------------- | ---- | ---- | ---- | ---- |
| Aantal inwoners | 5    | 29   | 28   | 20   |

## Ligging
Kersleti ligt aan de noordkust van het eiland Vormsi. De noordelijkste punt van het dorp is de kaap Kersli nina.
Op de grens tussen de dorpen Kersleti en Borrby ligt het Kersleti järv, een meer ter grootte van 18,9 ha. Het meer is niet toegankelijk voor het publiek.

## Geschiedenis
Kersleti werd achtereenvolgens genoemd onder de namen Kyrresleven (1540), Kyrffveslett (1565), Kirchiesletz by (1598), Kirckslätt (1615) en Kyrkslätt (1627). Het viel onder het landgoed Magnushof (Suuremõisa).
Tussen 1977 en 1997 maakte het buurdorp Saxby deel uit van Kersleti.

## Foto's

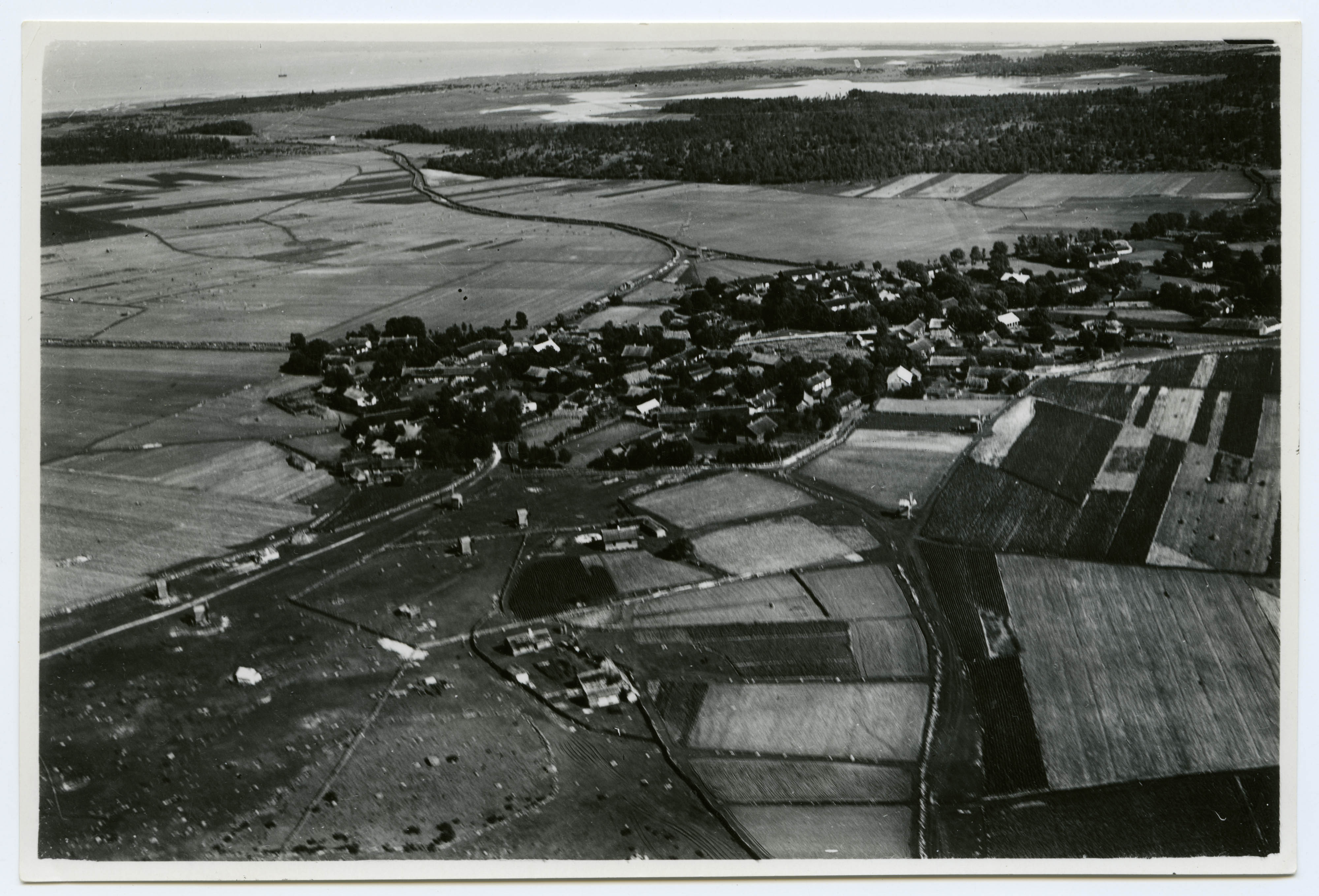
Het dorp anno 1934
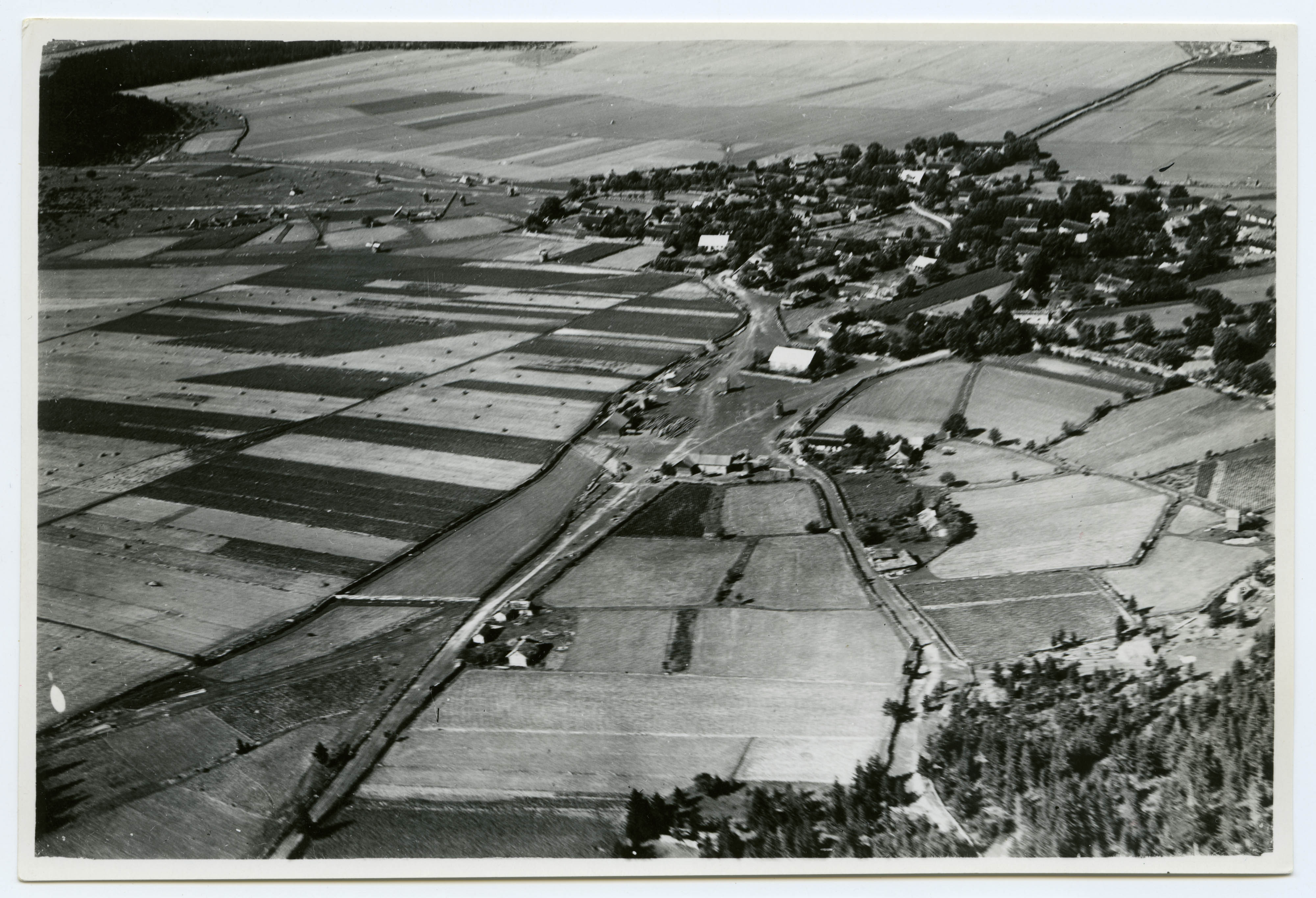
Het dorp anno 1934
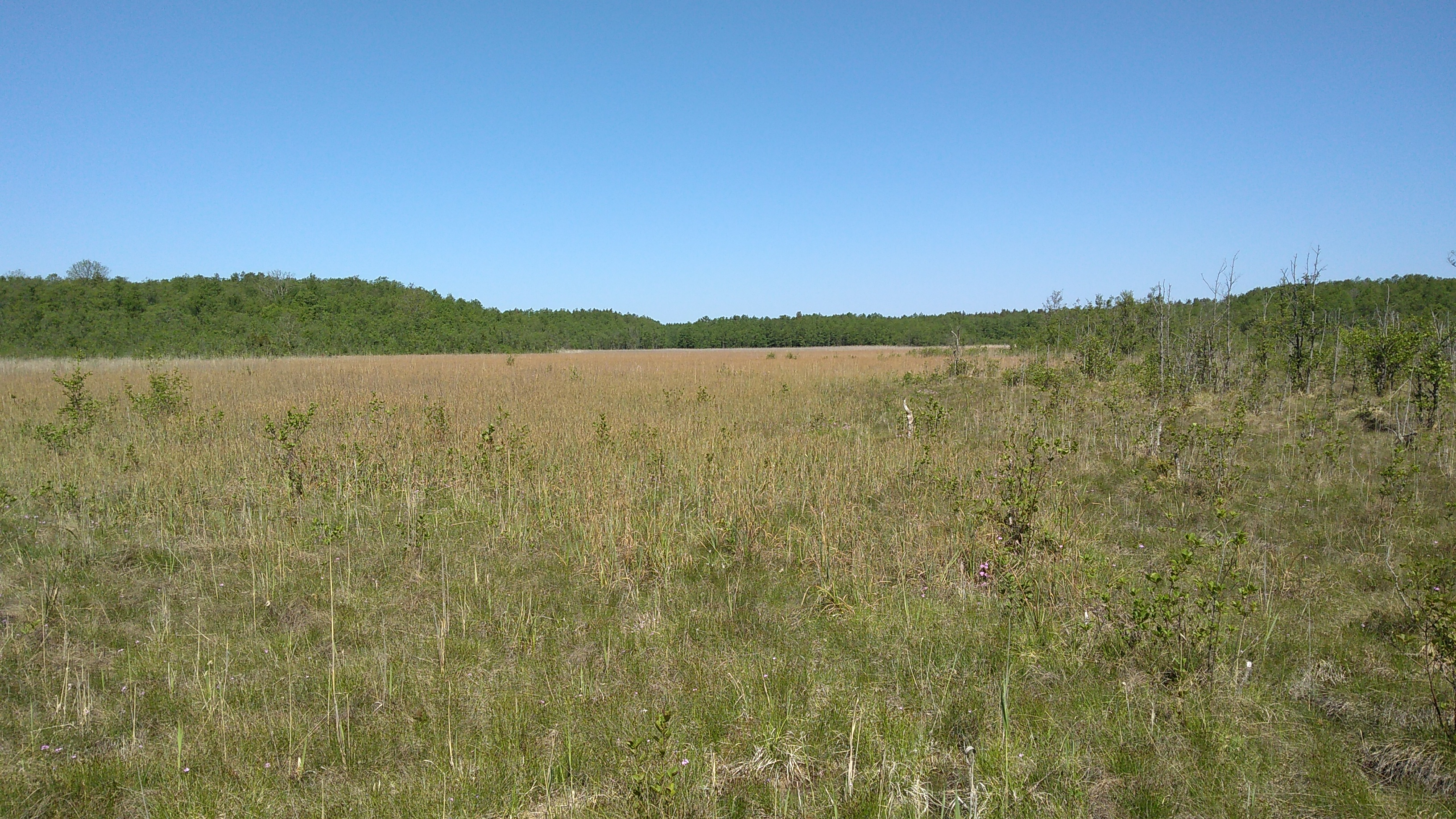
Het Kersleti järv